# 커리어 하이
커리어 하이란 스포츠 종목에서 개인이 가장 잘했던 시즌, 또는 그런 것을 말한다.